# Rhinelephas cyanicornis
Rhinelephas cyanicornis är en fjärilsart som beskrevs av Pieter Cornelius Tobias Snellen 1892. Rhinelephas cyanicornis ingår i släktet Rhinelephas och familjen juvelvingar. Inga underarter finns listade.